# Doklady Akademii Nauk SSSR
Os Anais da Academia de Ciências da URSS (em russo: Доклады Академии Наук СССР, Doklady Akademii Nauk SSSR, DAN SSSR) era um jornal soviético, dedicado à publicação de trabalhos originais, de pesquisa acadêmica em física, matemática, química, geologia e biologia. Foi publicado pela primeira vez em 1933 e terminou em 1992 no volume nº 322, edição nº 3.
Atualmente é publicado sob a designação de Doklady Akademii Nauk (em russo:  Доклады Академии Наук).